# Act a Fool (álbum)
| Críticas profissionais                                                      | Críticas profissionais |
| Avaliações da crítica                                                       | Avaliações da crítica  |
| Fonte                                                                       | Avaliação              |
| --------------------------------------------------------------------------- | ---------------------- |
| allmusic                                                                    | link                   |
| Esta tabela precisa de ser acompanhada por texto em prosa. Consulte o guia. |                        |

Act a Fool é o álbum de estreia do rapper King T. É considerado um dos seus melhores álbuns.[carece de fontes?] Seu sucesso pode ser atribuído a produção que foi tratada por DJ Pooh e pelo próprio King T, ou pela falta de participações especiais.[carece de fontes?] King T é o único vocalista no álbum inteiro—exceto por Breeze e Mixmaster Spade em "Just Clowning"—e suas rimas são descritas como "desafiadoras, raivosas, confrontacionais, e perplexas" por Ron Wynn do Allmusic. Act a Fool alcançou uma posição na parada Billboard 200 (#125). Sua faixa título alcançou #29 na parada Hot Rap Singles, que é remixada neste álbum, alcançou #19 na mesma parada.
Cinco das onze faixas do álbum foram incluídas mais tarde no seu álbum de maiores sucessos, Ruff Rhymes: Greatest Hits Collection, em 1998.

## Lista de faixas
| #  | Título              | Produtor(es)      | Intérprete (s)                    |
| -- | ------------------- | ----------------- | --------------------------------- |
| 1  | "Act a Fool"        | DJ Pooh           | King Tee                          |
| 2  | "Ko Rock Stuff"     | DJ Pooh           | King Tee                          |
| 3  | "The Coolest"       | DJ Pooh           | King Tee                          |
| 4  | "Flirt"             | DJ Pooh           | King Tee                          |
| 5  | "Baggin' on Moms"   | King Tee          | King Tee                          |
| 6  | "Bass (Remix)"      | DJ Pooh           | King Tee                          |
| 7  | "Let's Dance"       | DJ Pooh           | King Tee                          |
| 8  | "Guitar Playin'"    | DJ Pooh, King Tee | King Tee                          |
| 9  | "Payback's a Mutha" | DJ Pooh           | King Tee                          |
| 10 | "Just Clowning"     | DJ Pooh           | Breeze, King Tee, Mixmaster Spade |
| 11 | "I Got a Cold"      | King Tee          | King Tee                          |

## Samples
Act a Fool
- "Give the Baby Anything the Baby Wants" de Joe Tex
- "I Gotcha" de Joe Tex
- "Lover Jones" de Johnny "Guitar" Watson
- "The Back Down" de Richard Pryor
- "New Year's Eve" de Richard Pryor

Ko Rock Stuff
- "Cardova" de The Meters

The Coolest
- "Cissy Strut" de The Meters

Flirt
- "Eric B. Is President" de Eric B. & Rakim
- "I Know You Got Soul" de Eric B. & Rakim
- "AJ Scratch" de Kurtis Blow
- "Dazz" de Brick

Guitar Playin'
- "Slippin' Into Darkness" de War
- "You're a Customer" de EPMD

Payback's a Mutha
- "The Payback (Intro)" de James Brown
- "I Gotcha" de Joe Tex

Just Clowning
- "Aquaboogie (A Psychoalphadiscobetabioaquadoloop)" de Parliament
- "Da' Butt" de Experience Unlimited

## Singles do álbum
| Capa do single | Informação do single                                            |
| -------------- | --------------------------------------------------------------- |
|                | "Paybacks a Mutha" - Lançado: 1987 - Lado-B: "Special Thanx"    |
|                | "The Coolest" - Lançado: 1987 - Lado-B: "Ya Better Bring A Gun" |
|                | "Act A Fool" - Lançado: 1989 - Lado-B: "Can This Be Real?"      |

## Posições nas paradas musicais

### Álbum
| Parada (1988)          | Melhor posição |
| ---------------------- | -------------- |
| Billboard 200          | 125            |
| Top R&B/Hip Hop Albums | 35             |

### Singles
| Ano  | Canção       | Hot Rap Singles |
| ---- | ------------ | --------------- |
| 1989 | "Act a Fool" | 26              |
| 1989 | "Bass"       | 19              |